# Егері (озеро)
Егері чи Егерізее (нім. Ägerisee, фр. Lac d'Ägeri, італ. Lago di Ägeri) — озеро льодовикового походження у швейцарському кантоні Цуг. Розташовується на території комун Оберегері та Унтерегері в південно-східній частині кантону.
Озеро розташоване на висоті 724 м над рівнем моря у північних передгір'ях Швейцарських Альп. Найбільша притока — Гюрібах, впадає в озеро із заходу. Стік з Егерізее йде річкою Лорце в сусіднє Цугське озеро.
1315 року біля озера Егерізее відбулася битва при Моргартені.
Озеро використовується як джерело питної води.